# The Ultimate Fighter: The Comeback Finale
The Ultimate Fighter: The Comeback Finale foi um evento de artes marciais mistas promovido pelo Ultimate Fighting Championship, ocorrido em 11 de novembro de 2006 no Hard Rock Hotel and Casino em Paradise, Nevada. O evento contou com as finais do The Ultimate Fighter 4, no Peso Médio e Meio Médio.

## Resultados
Nota 1 Final do TUF 4 no peso-meio-médio, Serra ganhou uma chance pelo título contra o campeão Georges St. Pierre no UFC 69.

Nota 2 Final do TUF 4 no peso-médio, Lutter ganhou uma chance pelo título contra o campeão Anderson Silva no UFC 67.

## Bônus da Noite
- Luta da Noite:  Scott Smith vs.  Pete Sell
- Finalização da Noite:  Travis Lutter

## Ligações Externas
1. ↑  Nota 1
2. ↑  Nota 2